# Tacuarembó (departman)
Departman Tacuarembó je najveći urugvajski departman. Graniči s departmanom Rivera na sjeveru i istoku, Saltoom, Paysandúom i Río Negrom na zapadu. Rijeka Río Negro teče na jugu te ga tako dijeli od departmana Durazno i Cerro Largo. Sjedište departmana je grad Tacuarembó. Prema popisu stanovništva iz 2011. godine, departman ima 90.053 stanovnika.

## Stanovništvo i demografija
Prema popisu stanovništva iz 2011. godine na području departmana živi 90.053 stanovnika u 37,647 kućanstva.
- Prirodna promjena: 0.786 ‰
  - Natalitet: 16,69 ‰
  - Mortalitet: 8,21 ‰
- Prosječna starost: 31,1 godina
  - Muškarci: 29,7 godine
  - Žene: 32,4 godina
- Očekivana životna dob: 76,17 godina
  - Muškarci: 71,70 godine
  - Žene: 81,32 godina
- Prosječni BDP po stanovniku: 8.844 urugvajskih pesosa mjesečno

- Izvor: Statistička baza podataka 2010.[2]

| Grad                    | Stanovništvo |
| ----------------------- | ------------ |
| Tacuarembó              | 54.755       |
| Paso de los Toros       | 12.985       |
| San Gregorio de Polanco | 3.415        |
| Ansina                  | 2.712        |
| Las Toscas              | 1.142        |
| Curtina                 | 1.037        |

| Naselje             | Stanovništvo |
| ------------------- | ------------ |
| Achar               | 687          |
| Paso Bonilla        | 510          |
| Cruz de los Caminos | 463          |
| Tambores            | 450          |
| Balneario Iporá     | 298          |

## Vanjske poveznice
- (šp.) Departman Tacuarembó - službene stranice  Arhivirana inačica izvorne stranice od 21. studenoga 2006. (Wayback Machine)